# Metodo di esaustione

L'area del cerchio è determinata costruendo una successione di poligoni che assomigliano sempre di più al cerchio. Ad esempio, una successione di poligoni regolari con numero crescente di lati: in figura, un pentagono, un esagono e un ottagono. A seconda che si scelgano poligoni inscritti o circoscritti nella circonferenza, la sua area risulterà essere approssimata inferiormente o superiormente. Entrambe le scelte portano comunque al limite dell'area del cerchio.

Il metodo di esaustione è un procedimento utile a calcolare aree di varie figure geometriche piane. Consiste nella costruzione di una successione di poligoni che convergono alla figura data. L'area della figura risulta essere quindi il limite delle aree dei poligoni.

## Storia
Il sofista Antifonte (430 a.C.) tentò di determinare l'area del cerchio inscrivendovi un poligono regolare (un triangolo equilatero o un quadrato, a seconda della fonte) e avrebbe poi considerato una successione di poligoni inscritti ottenuti raddoppiando ogni volta i lati del precedente, fino a quando la sua area non "esaurisce".
Un più famoso esempio di applicazione del metodo di esaustione è quello della quadratura del cerchio effettuata da Archimede. Egli però utilizzò due metodi: quello di esaustione, inscrivendo poligoni regolari su di un cerchio di raggio unitario, e il metodo di compressione, circoscrivendo cioè i poligoni al cerchio.
In questo modo all'aumentare del numero dei lati dei poligoni le figure tenderanno ad avvicinarsi alla forma del cerchio, tanto che egli ottenne una misura abbastanza precisa del π.
Il metodo di esaustione venne descritto all'interno del Metodo, un libro di Archimede in cui spiega questo procedimento. Esso è alla base del concetto di integrale di una funzione sviluppato nel Seicento da Newton e Leibniz.